# Сумеречная зона (телесериал, 2002)
«Сумеречная зона» (англ. The Twilight Zone) — американский телесериал в жанре антологии, фантастики и ужасов, который транслировался на телеканале UPN в период с 2002 по 2003 года. Сериал является частью франшизы «Сумеречная зона» и вторым по счёту перезапуском оригинального сериала, выходившего в 1959—1964 годах. Роль рассказчика в сериале взял на себя актёр Форест Уитакер, заменив Рода Серлинга. 

## История
Трансляция проводилась в часовом формате, включающем два получасовых эпизода. Повторные выпуски продолжились в синдикации. Начальную музыкальную тему для сериала написал Джонатан Дэвис (певец группы Korn).
Сериал, как правило, рассматривал современные проблемы общества, в том числе терроризм, расизм, гендерные роли, сексуальность и преследование. Также сериал включил в себя ремейки и обновления историй, представленных в оригинальном сериале «Сумеречная зона».
В число звёзд, принявших участие в сериале, входят: Пенн Бэджл, Скотт Байрстоу, Джейсон Бейтман, Гил Беллоуз, Элизабет Беркли, Ксандер Беркли, Линда Карделлини, Кейт Гамильтон Кобб, Рори Калкин, Рид Даймонд, Шеннон Элизабет, Итан Эмбри, Шон Патрик Фланери, Лукас Хаас, Вуд Харрис, Хилл Харпер, Джонатан Джексон, Мойра Келли, Эрик Кинг, Уэйн Найт, Уоллес Лангхам, Method Man, Саманта Матис, Кристофер Макдональд, Танги Миллер, Пэт О'Брайен, Эдриан Пасдар, Эмили Перкинс, Джереми Пивен, Джейми Прессли, Джеймс Ремар, Порша де Росси, Эрик Ла Сэлл, Майкл Шэнкс, Джереми Систо, Джессика Симпсон, Айони Скай, Эмбер Тэмблин, Кристофер Титус, Робин Танни, Винсент Вентреска, Дилан Уолш, Фрэнк Уэйли, Алисия Уитт и Гордон Майкл Вулветт.
Премьера сериала состоялась на телеканале UPN 18 сентября 2002 года, а последний эпизод вышел в эфир 21 мая 2003 года. 

## Заставка
В первой половине сезона использовалась оригинальная заставка, включающая в себя изображения Рода Серлинга и более жуткую музыкальную аранжировку. Однако, по неизвестным причинам, она была заменена на культовую заставку с рок-музыкой, написанной Джонатаном Дэвисом, членом музыкальной группы Korn. В новой заставке изображения Рода Серлинга были полностью удалены. Также, чуть позже новая заставка также использовалась при повторных показах сериала на ТВ и изданиях на DVD.

## Сезоны
| Сезон | Сезон | Серий | Дата выхода в эфир | Дата выхода в эфир |
| Сезон | Сезон | Серий | Дата начала        | Дата завершения    |
| ----- | ----- | ----- | ------------------ | ------------------ |
|       | 1     | 22    | 18 сентября 2002   | 21 мая 2003        |

## Эпизоды

### Сезон 1(2002—2003)
| №  | #   | Название                                                                | Режиссёр            | Сценарист                                                                                    | Дата выхода в эфир | Код |
| -- | --- | ----------------------------------------------------------------------- | ------------------- | -------------------------------------------------------------------------------------------- | ------------------ | --- |
| 1  | 223 | «Вечнозелёные» «Evergreen»                                              | Аллан Крокер        | Джилл Блоутвогель                                                                            | 18 сентября 2002   | 106 |
| 1  | 223 | «Одна ночь в больнице Мерси» «One Night at Mercy»                       | Питер О’Фэллон      | Кристофер Мэк                                                                                | 18 сентября 2002   | 103 |
| 2  | 224 | «Чувство вины» «Shades of Guilt»                                        | Перри Лэнг          | Айра Стивен Бер                                                                              | 25 сентября 2002   | 107 |
| 2  | 224 | «Придуманная любовь» «Dream Lover»                                      | Питер О’Фэллон      | Фредерик Раппапорт                                                                           | 25 сентября 2002   | 105 |
| 3  | 225 | «Колыбель тьмы» «Cradle of Darkness»                                    | Жан де Сегонзак     | Камран Паша́                                                                                  | 2 октября 2002     | 104 |
| 3  | 225 | «Ночной маршрут» «Night Route»                                          | Жан де Сегонзак     | Джилл Блоутвогель                                                                            | 2 октября 2002     | 102 |
| 4  | 226 | «Промежуток времени» «Time Lapse»                                       | Джон Т. Кретчмер    | Джеймс Крокер                                                                                | 9 октября 2002     | 109 |
| 4  | 226 | «Глаза мертвеца» «Dead Man’s Eyes»                                      | Джерри Левайн       | Фредерик Раппапорт                                                                           | 9 октября 2002     | 108 |
| 5  | 227 | «Чистильщик бассейнов» «The Pool Guy»                                   | Пол Шапиро          | Ганс Баймлер                                                                                 | 16 октября 2002    | 111 |
| 5  | 227 | «Изот-мститель — мой друг» «Azoth the Avenger Is a Friend of Mine»      | Брэд Тёрнер         | Брент В. Фридман                                                                             | 16 октября 2002    | 112 |
| 6  | 228 | «Телефонный мастер» «The Lineman»                                       | Джонатан Фрейкс     | Пен Деншем                                                                                   | 23 октября 2002    | 101 |
| 7  | 229 | «Жестокая госпожа» «Harsh Mistress»                                     | Брэд Тёрнер         | Брэдли Томпсон и Дэвид Воддл                                                                 | 30 октября 2002    | 110 |
| 7  | 229 | «Апгрейд» «Upgrade»                                                     | Джо Чаппелл         | Роберт Хьюит Вульф                                                                           | 30 октября 2002    | 113 |
| 8  | 230 | «Защищать и служить» «To Protect and Serve»                             | Джо Чаппелл         | Камран Паша                                                                                  | 6 ноября 2002      | 115 |
| 8  | 230 | «Избранный» «Chosen»                                                    | Уинрич Кольбе       | Айра Стивен Бер                                                                              | 6 ноября 2002      | 114 |
| 9  | 231 | «Чувственная Синди» «Sensuous Cindy»                                    | Джон Т. Кретчмер    | Джеймс Крокер                                                                                | 13 ноября 2002     | 116 |
| 9  | 231 | «Загнанный» «Hunted»                                                    | Патрик Норрис       | Кристофер Мэк                                                                                | 13 ноября 2002     | 117 |
| 10 | 232 | «Мистер Мотивация» «Mr. Motivation»                                     | Деран Сарафян       | Телеспектакль: Брент В. Фридман Основано на рассказе: Стивена Асписа                         | 20 ноября 2002     | 118 |
| 10 | 232 | «Убежище» «Sanctuary»                                                   | Патрик Норрис       | Джеймс Крокер                                                                                | 20 ноября 2002     | 119 |
| 11 | 233 | «Торговля будущим» «Future Trade»                                       | Боб Балабан         | Клайд Хейс                                                                                   | 27 ноября 2002     | 121 |
| 11 | 233 | «Найти и потерять» «Found and Lost»                                     | Верн Гиллам         | Телеспектакль: Фредерик Раппапорт Основано на рассказе: Билла Мами                           | 27 ноября 2002     | 120 |
| 12 | 234 | «История Гейба» «Gabe’s Story»                                          | Аллан Крокер        | Дасти Кей                                                                                    | 11 декабря 2002    | 123 |
| 12 | 234 | «Последний круг» «Last Lap»                                             | Брэд Тёрнер         | Роб Хедден                                                                                   | 11 декабря 2002    | 122 |
| 13 | 235 | «Путь» «The Path»                                                       | Джерри Левайн       | Джеймс Крокер                                                                                | 8 января 2003      | 125 |
| 13 | 235 | «Справедливое предупреждение» «Fair Warning»                            | Джон Т. Кретчмер    | Дэвид Воддл и Брэдли Томпсон                                                                 | 8 января 2003      | 124 |
| 14 | 236 | «Другая жизнь» «Another Life»                                           | Райза Брэмон Гарсия | Амир Манн и Брент В. Фридман                                                                 | 5 февраля 2003     | 126 |
| 14 | 236 | «Перемотка» «Rewind»                                                    | Кевин Брэй          | Джеймс Крокер                                                                                | 5 февраля 2003     | 127 |
| 15 | 237 | «Меченый» «Tagged»                                                      | Джеймс Хэд          | Телеспектакль: Майкл Анджели Основано на рассказе: Чарльз Ларгент                            | 12 февраля 2003    | 129 |
| 15 | 237 | «К свету» «Into the Light»                                              | Лу Даймонд Филлипс  | Мойра Кёланд Деккер                                                                          | 12 февраля 2003    | 128 |
| 16 | 238 | «И всё же жизнь прекрасна» «It’s Still a Good Life»                     | Аллан Крокер        | Айра Стивен Бер Основано на персонажах: Джерома Биксби                                       | 19 февраля 2003    | 131 |
| 16 | 238 | «Монстры на Кленовой улице» «The Monsters Are on Maple Street»          | Дебби Аллен         | Телеспектакль: Эрин Махер и Кей Райдл Основано на рассказе: Рода Серлинга                    | 19 февраля 2003    | 130 |
| 17 | 239 | «Мемфис» «Memphis»                                                      | Эрик Ла Саль        | Эрик Ла Саль                                                                                 | 26 февраля 2003    | 133 |
| 17 | 239 | «Как сильно Вы любите своего ребёнка?» «How Much Do You Love Your Kid?» | Эллисон Лидди-Браун | Майкл Анджели                                                                                | 26 февраля 2003    | 132 |
| 18 | 240 | «Эффект Плацебо» «The Placebo Effect»                                   | Джерри Левайн       | Телеспектакль: Брент В. Фридман Основано на рассказе: Ребекки Суонсон                        | 2 апреля 2003      | 134 |
| 18 | 240 | «Холодный синтез» «Cold Fusion»                                         | Илай Ришбур         | Эшли Эдвард Миллер и Зак Стенц                                                               | 2 апреля 2003      | 135 |
| 19 | 241 | «Проклятие фараона» «The Pharaoh’s Curse»                               | Боб Балабан         | Стивен Бек                                                                                   | 23 апреля 2003     | 139 |
| 19 | 241 | «Коллекция» «The Collection»                                            | Джон Т. Кретчмер    | Эрин Махер и Кей Райдл                                                                       | 23 апреля 2003     | 138 |
| 20 | 242 | «Глаз наблюдателя» «Eye of the Beholder»                                | Дэвид Р. Эллис      | Род Серлинг                                                                                  | 30 апреля 2003     | 140 |
| 20 | 242 | «Развитие» «Developing»                                                 | Эллисон Лидди-Браун | Мойра Кёланд Деккер                                                                          | 30 апреля 2003     | 141 |
| 21 | 243 | «Казни Грейда Финча» «The Executions of Grady Finch»                    | Джон Питер Кусакис  | Телеспектакль: Айра Стивен Бер и Брент В. Фридман Основано на рассказе: Фредерика Раппапорта | 7 мая 2003         | 143 |
| 21 | 243 | «Возвращение домой» «Homecoming»                                        | Райза Брэмон Гарсия | Телеспектакль: Майкл Анджели Основано на рассказе: Брэдли Томпсона и Дэвида Воддла           | 7 мая 2003         | 142 |
| 22 | 244 | «Восход солнца» «Sunrise»                                               | Тим Мэтисон         | Телеспектакль: Фредерик Раппапорт Основано на рассказе: Катрины Кабреры Ортеги               | 21 мая 2003        | 137 |
| 22 | 244 | «Сгоревший» «Burned»                                                    | Джон Т. Кретчмер    | Сет Вайсбурст и Даниэль Волович                                                              | 21 мая 2003        | 136 |

## Закрытие
В отличие от своих предшественников, сериал не смог покорить аудиторию и был закрыт в 2003 году после первого сезона. 

## Выход на DVD
Все эпизоды 1 сезона сериала были выпущены на DVD компанией New Line Cinema в виде бокс-сета из 6 дисков 7 сентября 2004 года. При этом, эпизоды на DVD шли в порядке их создания, а не в порядке трансляции на телевидении.